# David Jones (football américain)
Pour les articles homonymes, voir David Jones et Jones.
(en) Statistiques sur pro-football-reference
David Jones (né le 19 septembre 1985 à Greenville) est un joueur américain de football américain.

## Carrière

### Université
Jones étudie à l'université Wingate où il joue pendant quatre saisons avec l'équipe de football américain des Bulldogs, faisant quinze interceptions et 110 tacles.

### Professionnel
David Jones est sélectionné au cinquième tour du draft de la NFL de 2007 par les Saints de la Nouvelle-Orléans au 145e choix. Il joue tous les matchs de pré-saison avec les Saints mais est libéré juste avant l'ouverture de la saison et signe le 9 septembre 2007 avec les Bengals de Cincinnati. Il fait une saison 2007 comme remplaçant avant de faire une saison 2008 moyenne avec quatorze matchs dont sept comme titulaire, récupérant son premier fumble et faisant trente-trois tacles mais il fait une saison 2009 comme remplaçant, entrant au cours de douze matchs.
Le 4 septembre 2010, il est échangé aux Jaguars de Jacksonville contre Reggie Nelson. Lors de la saison 2010, il joue tous les matchs de la saison dont cinq comme titulaire et réalise sa première interception lors de cette saison. Néanmoins, Jacksonville le libère après une seule saison passée dans l'effectif. Il revient à Jacksonville le 3 décembre 2011 pour jouer cinq matchs comme remplaçant.
Jones signe un contrat chez les Redskins de Washington le 24 juillet 2012. Ne faisant pas partie de l'équipe retenu pour l’ouverture de saison, il est libéré. Le 25 septembre, Washington refait appel à lui et entre au cours de cinq matchs avant d'être libéré le 6 novembre.